# Spoorlijn Hautefort - Terrasson
De spoorlijn Hautefort - Terrasson was een Franse spoorlijn van Hautefort naar Terrasson-Lavilledieu. De lijn was 21,4 km lang en heeft als lijnnummer 623 000.

## Geschiedenis
De lijn werd geopend door de Compagnie du chemin de fer de Paris à Orléans op 15 oktober 1898. Personenvervoer werd opgeheven op 15 mei 1939. De lijn werd gesloten op 20 februari 1941 na vordering van de rails.

## Aansluitingen
In de volgende plaatsen is of was er een aansluiting op de volgende spoorlijnen:
Hautefort
RFN 616 000, spoorlijn tussen Thiviers en Saint-Aulaire
Terrasson
RFN 621 000, spoorlijn tussen Coutras en Tulle

## Galerij

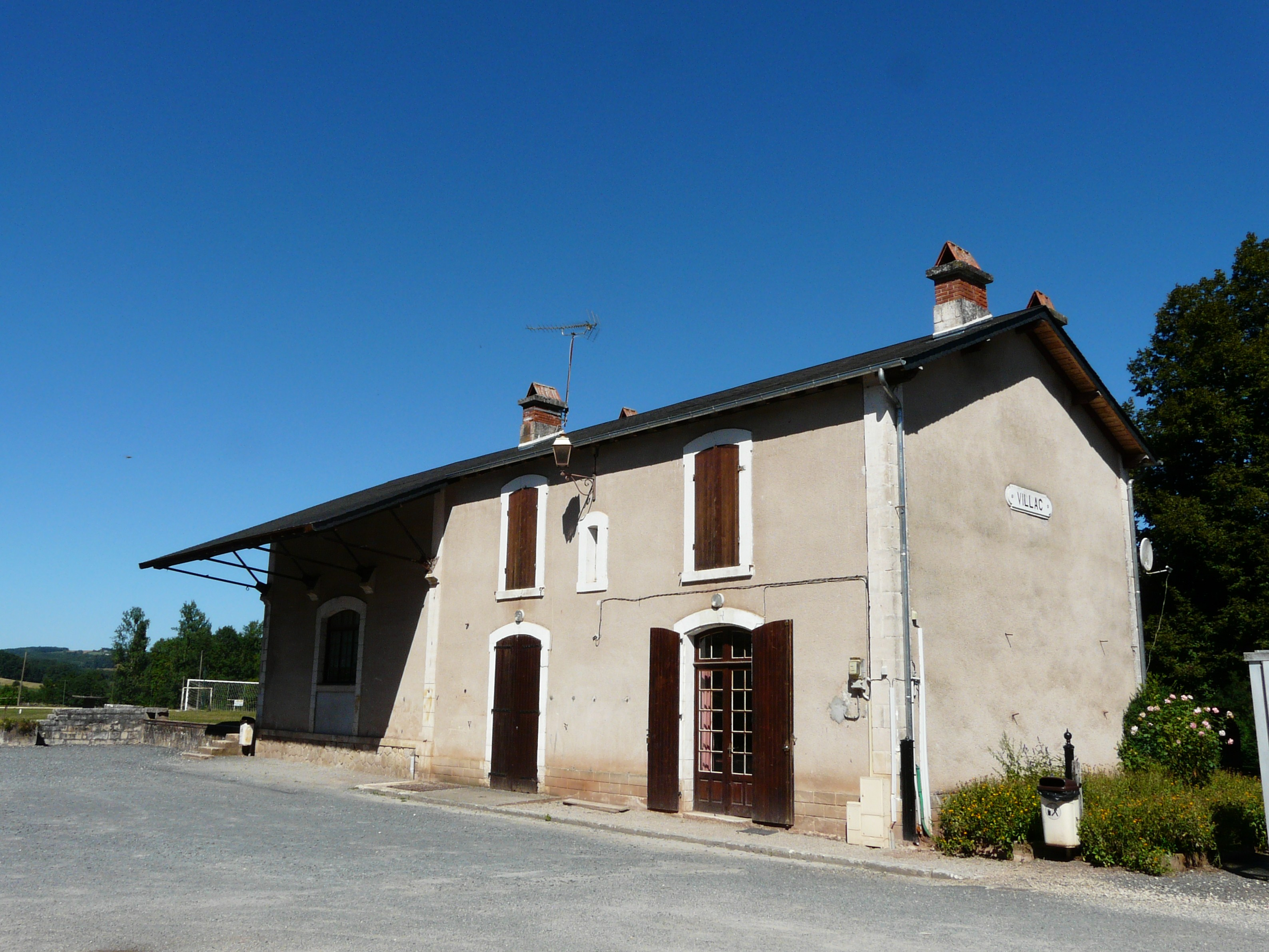
Voormalig station Villac.
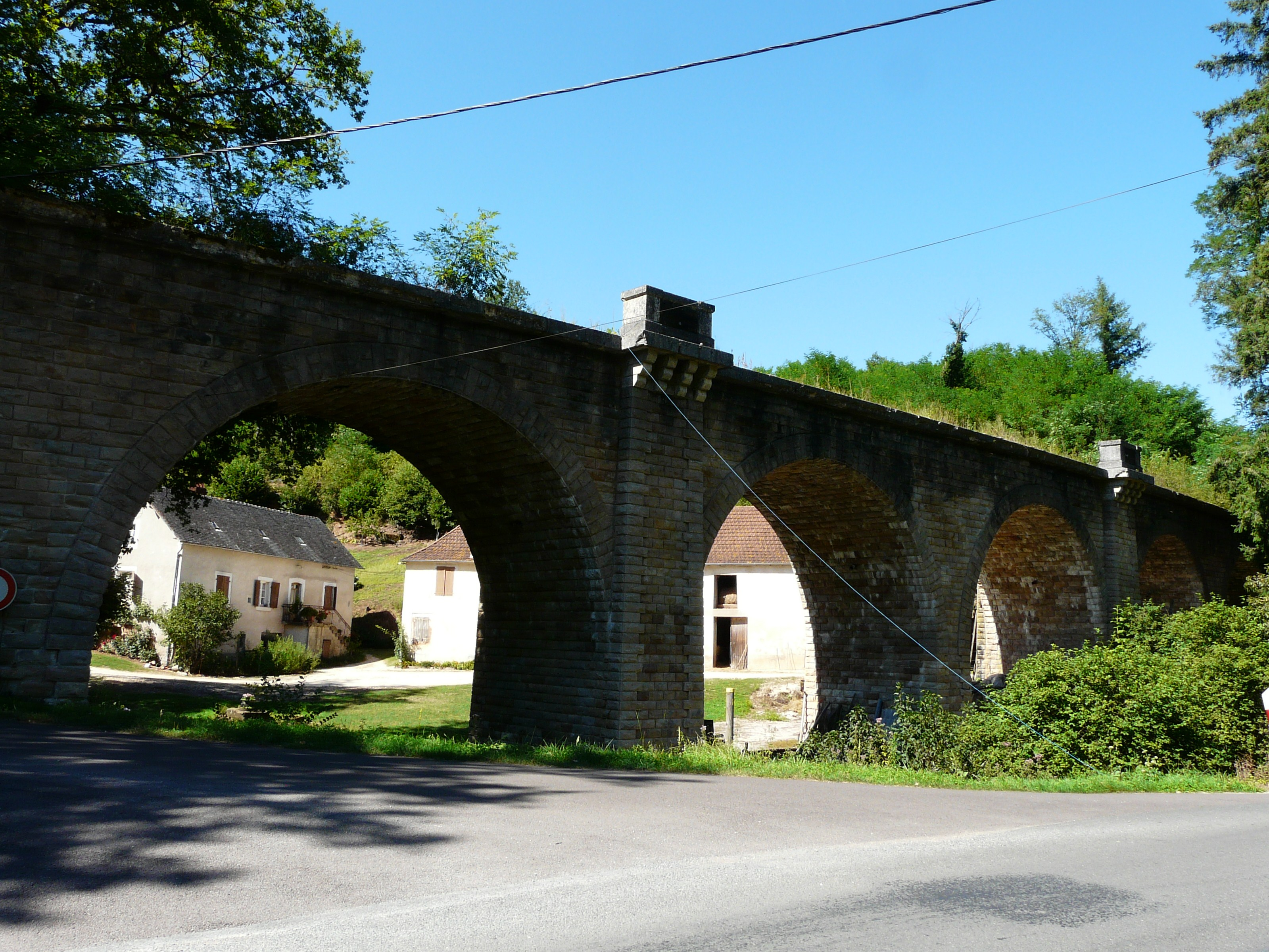
Viaduct van Moulin Neuf in Villac.